# Eerste klasse 1980-81 (voetbal België)
Het seizoen 1980/81 van de Belgische Eerste Klasse ging van start in de zomer van 1980 en eindigde in de lente van 1981. RSC Anderlecht werd landskampioen. De vorige titel van de club was ondertussen al zeven jaar geleden.

## Gepromoveerde teams
Deze teams waren gepromoveerd uit de Tweede Klasse voor de start van het seizoen:
- KAA Gent (kampioen in Tweede)
- KV Kortrijk (eindrondewinnaar)

## Degraderende teams
Deze teams degradeerden naar Tweede Klasse op het eind van het seizoen:
- Beerschot VAV
- Berchem Sport

## Titelstrijd
RSC Anderlecht werd landskampioen met een ruime voorsprong van 11 punten op KSC Lokeren.

## Europese strijd
Anderlecht was als landskampioen geplaatst voor de Europacup voor Landskampioenen van het volgend seizoen. Als bekerwinnaar plaatste Standard Luik zich voor de Europese Beker voor Bekerwinnaars. KSC Lokeren, KSK Beveren, KFC Winterslag en Club Brugge plaatsten zich voor de UEFA Cup. Club Brugge was pas zesde geworden, maar kon toch Europa in doordat de derde in de stand, Standard, al naar de Beker voor Bekerwinnaars ging.

## Degradatiestrijd
Berchem Sport eindigde afgetekend allerlaatste en degradeerde. Als voorlaatste was nipt Beringen FC geëindigd. Toch kon deze club in Eerste Klasse blijven. Omwille van competitiefraude diende immers als tweede degradant Beerschot VAV te zakken.

## Eindstand
|         |    |                            | P  | W  | G  | V  | +  | -  | DS  | Ptn |
| ------- | -- | -------------------------- | -- | -- | -- | -- | -- | -- | --- | --- |
| K       | 1  | RSC Anderlecht             | 34 | 26 | 5  | 3  | 83 | 24 | 59  | 57  |
| (UEFA)  | 2  | KSC Lokeren                | 34 | 20 | 6  | 8  | 74 | 36 | 38  | 46  |
| (beker) | 3  | R. Standard de Liège       | 34 | 18 | 6  | 10 | 65 | 45 | 20  | 42  |
| (UEFA)  | 4  | KSK Beveren                | 34 | 16 | 9  | 9  | 48 | 31 | 17  | 41  |
| (UEFA)  | 5  | KFC Winterslag             | 34 | 16 | 6  | 12 | 46 | 43 | 3   | 38  |
| (UEFA)  | 6  | Club Brugge KV             | 34 | 16 | 5  | 13 | 74 | 56 | 18  | 37  |
|         | 7  | RWD Molenbeek              | 34 | 14 | 7  | 13 | 49 | 50 | -1  | 35  |
|         | 8  | K. Lierse SV               | 34 | 12 | 11 | 11 | 58 | 49 | 9   | 35  |
|         | 9  | R. Antwerp FC              | 34 | 11 | 11 | 12 | 42 | 53 | -11 | 33  |
|         | 10 | KAA Gent                   | 34 | 12 | 8  | 14 | 49 | 49 | 0   | 32  |
|         | 11 | KSV Waregem                | 34 | 11 | 10 | 13 | 40 | 47 | -7  | 32  |
|         | 12 | RFC Liégeois               | 34 | 11 | 9  | 14 | 53 | 44 | 9   | 31  |
|         | 13 | KV Kortrijk                | 34 | 11 | 8  | 15 | 42 | 55 | -13 | 30  |
|         | 14 | KSV Cercle Brugge          | 34 | 11 | 7  | 16 | 51 | 68 | -17 | 29  |
| D       | 15 | K. Beerschot VAV           | 34 | 10 | 6  | 18 | 42 | 55 | -13 | 26  |
|         | 16 | K. Waterschei SV Thor Genk | 34 | 10 | 5  | 19 | 54 | 77 | -23 | 25  |
|         | 17 | K. Beringen FC             | 34 | 8  | 8  | 18 | 35 | 62 | -27 | 24  |
| D       | 18 | K. Berchem Sport           | 34 | 5  | 9  | 20 | 29 | 90 | -61 | 19  |

P: wedstrijden gespeeld, W: wedstrijden gewonnen, G: gelijke spelen, V: wedstrijden verloren, +: gescoorde doelpunten, -: doelpunten tegen, DS: doelsaldo, Ptn: totaal punten
K: kampioen, D: degradeert, (beker): bekerwinnaar, (UEFA): geplaatst voor UEFA-beker

## Topscorers
Erwin Vandenbergh van Lierse SV werd voor het tweede seizoen op rij topschutter. Hij scoorde 24 doelpunten.
1895/96 · 1896/97 · 1897/98 · 1898/99 · 1899/00 · 1900/01 · 1901/02 · 1902/03 · 1903/04 · 1904/05 · 1905/06 · 1906/07 · 1907/08 · 1908/09 · 1909/10 · 1910/11 · 1911/12 · 1912/13 · 1913/14 · 1914/15 · 1915/16 · 1916/17 · 1917/18 · 1918/19 · 
1919/20 · 1920/21 · 1921/22 · 1922/23 · 1923/24 · 1924/25 · 1925/26 · 1926/27 · 1927/28 · 1928/29 · 1929/30 · 1930/31 · 1931/32 · 1932/33 · 1933/34 · 1934/35 · 1935/36 · 1936/37 · 1937/38 · 1938/39 · 1939/40 · 1940/41 · 1941/42 · 1942/43 · 1943/44 · 1944/45 · 1945/46 · 1946/47 · 1947/48 · 1948/49 · 1949/50 · 1950/51 · 1951/52 · 1952/53 · 1953/54 · 1954/55 · 1955/56 · 1956/57 · 1957/58 · 1958/59 · 1959/60 · 1960/61 · 1961/62 · 1962/63 · 1963/64 · 1964/65 · 1965/66 · 1966/67 · 1967/68 · 1968/69 · 1969/70 · 1970/71 · 1971/72 · 1972/73 · 1973/74 · 1974/75 · 1975/76 · 1976/77 · 1977/78 · 1978/79 · 1979/80 · 1980/81 · 1981/82 · 1982/83 · 1983/84 · 1984/85 · 1985/86 · 1986/87 · 1987/88 · 1988/89 · 1989/90 · 1990/91 · 1991/92 · 1992/93 · 1993/94 · 1994/95 · 1995/96 · 1996/97 · 1997/98 · 1998/99 · 1999/00 · 2000/01 · 2001/02 · 2002/03 · 2003/04 · 2004/05 · 2005/06 · 2006/07 · 2007/08 · 2008/09 · 2009/10 · 2010/11 · 2011/12 · 2012/13 · 2013/14 · 2014/15 · 2015/16 · 2016/17 · 2017/18 · 2018/19 · 2019/20 · 2020/21· 2021/22 · 2022/23 · 2023/24 · 2024/25